# Cheiranthera telfordii
Cheiranthera telfordii är en tvåhjärtbladig växtart som beskrevs av L.W.Cayzer och Crisp. Cheiranthera telfordii ingår i släktet Cheiranthera och familjen Pittosporaceae. Inga underarter finns listade.

## Bildgalleri

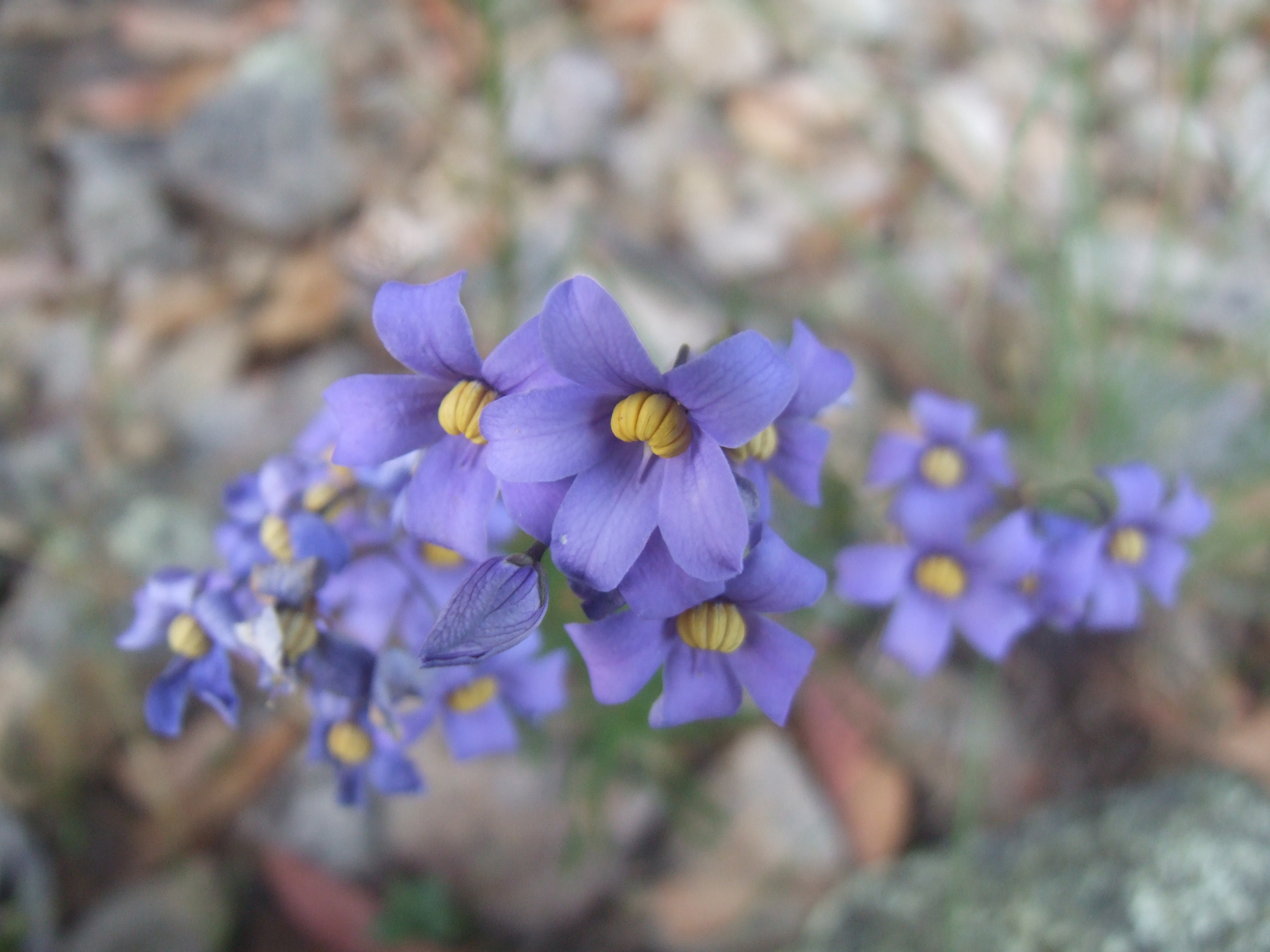